# Casa consistorial de Villarrobledo
El ayuntamiento o casa consistorial de Villarrobledo es un edificio de la ciudad española de Villarrobledo, en la provincia de Albacete, sede del Ayuntamiento del municipio. Este está presidido por el alcalde de Villarrobledo.
Ubicado en la plaza de Santiago Ramón y Cajal (conocida popularmente como «Plaza Vieja» y declarada Conjunto Histórico Artístico en 1972), se comenzó a edificar en el siglo XIV y ha sufrido múltiples remodelaciones y restauraciones, la última y más profunda fue en 1992 a cargo de los arquitectos José María Pérez González (Peridis) y Alfredo Moreno Portillo. Desde 1991 ostenta la declaración de Bien de Interés Cultural de Castilla-La Mancha con la categoría de Monumento.

## Historia

### Siglos XIV al XVIII
La actual edificación parece que tiene su origen en un gran almacén de grano (pósito o almudí) que erigieron, en el siglo XIV, los primeros vecinos venidos hasta Robrediello (nombre antiguo de Villarrobledo) desde el Villarejo de San Nicolás. La entrada de la calle Arco de Zapata es considerada la más primitiva, con una antigüedad mayor que las de las Arcadas del Claustro que, por su tipología y las marcas de cantería, han sido fechadas a finales del primer tercio del siglo XV. Sobre ella figura el que es considerado como escudo heráldico más antiguo de la ciudad. Sin embargo, García- Saúco opina y argumenta que dicho escudo oval y sobre una cartela de cueros retorcidos es muy propio de fines del siglo XVI.

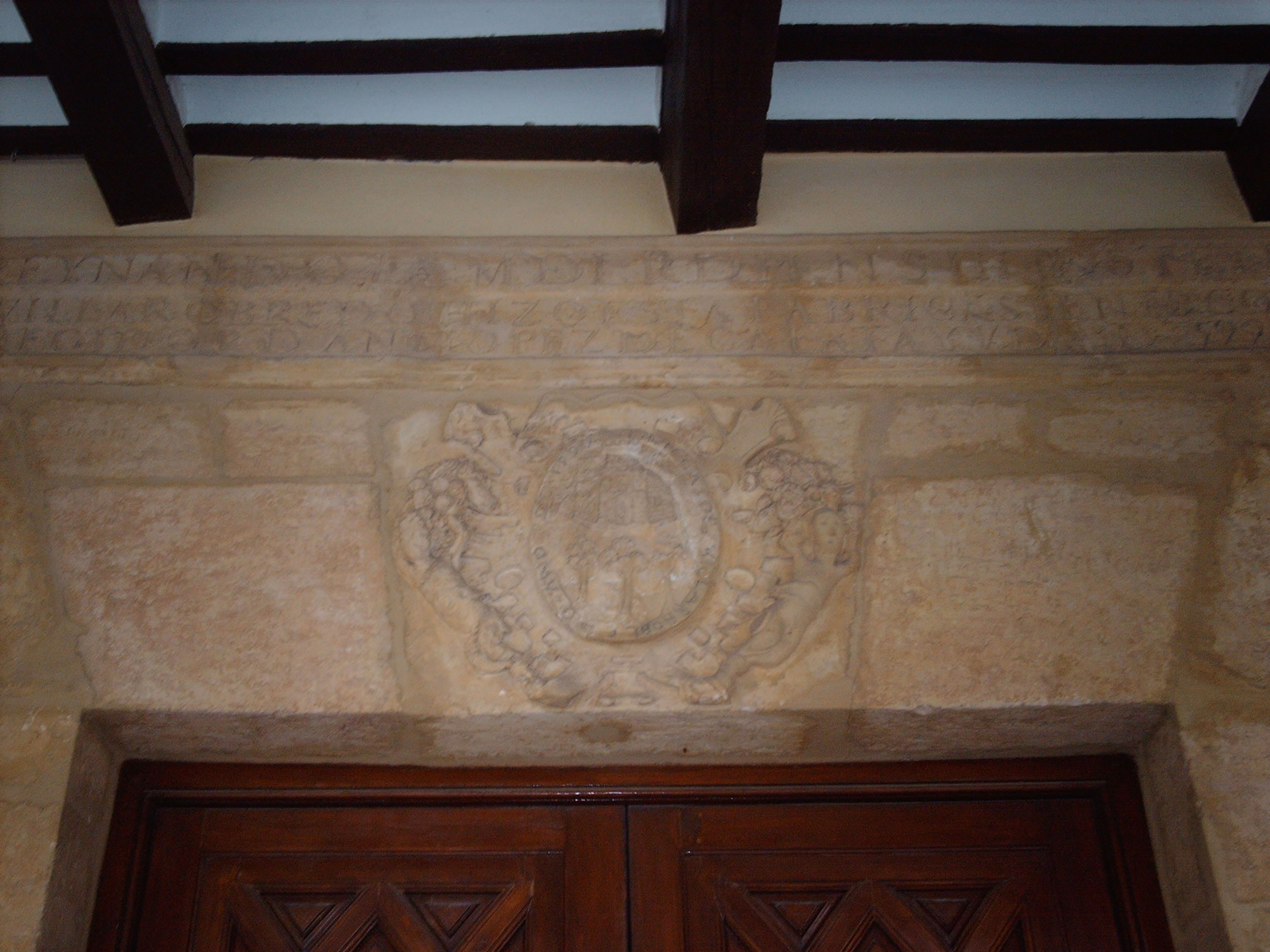
Puerta principal: Escudo de la ciudad e inscripción con fecha de fábrica (1599).

Se estima que la primera gran reforma que sufrió el edificio coincidiría con el primer privilegio de villazgo (Véase Historia de Villarrobledo), con el fin de adecuarlo a las labores administrativas (p. ej. la recaudación de impuestos, impartición de Justicia, etc.) que tal condición suponía a la nueva Villa. Hacia 1440 es cuando se puede establecer la cronología temprana del Claustro. En aquellas inestables fechas para la historia de Villarrobledo, no existe constancia de que el edificio del Ayuntamiento pudiera sufrir daños en el levantamiento contra el Marqués de Villena (1476) ni en el incendio y saqueo de la ciudad por Muley Hacén (hacia 1480).
Si es difícil establecer una fecha exacta para su primera edificación y ampliación, puesto que se carece de documentación temprana, no ocurre lo mismo con la impresionante arcada Renacentista que se abre a la Plaza Vieja, construida gracias a las enormes rentas de propios de la Villa. Se sabe que la finalización de su construcción fue en el año de 1599, como figura en una inscripción grabada en piedra, en el interior del pórtico y en la parte superior de la entrada principal al Ayuntamiento sita en la Plaza de Ramón y Cajal: 

REYNANDO LA M. DEL R. D. PH. N. S. III DESTE N. VILLARROBLEDO HIZO ESTA FABRICA SIENDO CO- REGIDOR D. ANTº LOPEZ DE CALATAYVD A. DE 1599
Transcripción: Reinando la Majestad del Rey Don Felipe, nuestro señor, III de este nombre, Villarrobledo hizo esta fábrica siendo corregidor Don Antonio López de Calatayud. Año de 1599

En 1675 Blas Franco Fernández, en su obra Vida de la Venerable Sierva de Dios Maria de Iesvs, Natvral de Villarrobledo, refiriéndose al edificio afirma:

... Tiene unas Casas el Ayuntamiento que no son mejores, ni de obra más costosa, las que tienen muchas ciudades que son cabezas de Reino...
FRANCO FERNÁNDEZ, B. Vida de la Venerable Sierva... (1675)

La historia del edificio corre pareja, en muchos aspectos, a la propia historia de la ciudad, puesto que las decisiones vitales para el pueblo son tomadas en este recinto, como es natural. Así consta en la inscripción que existe en uno de los laterales del Ayuntamiento que da al Arco de Zapata S.P.V.R. -C.D.H. D.P.C.M., de evidentes resonancias romanas y muy al gusto Renacentista, que ha sido traducida como:

Senatus Populusque Villa Robletannus- Consulatus Decisiones Hic, Determinationes Populi, Congregatio Magistratus
Transcripción: Senado y Pueblo de Villa- Robledo; en donde se toman las decisiones de los Consulados, se hacen los decretos de la Villa y es Casa de la Junta del Magistrado.

Durante el siglo XVIII apenas existen acontecimientos extraordinarios que alteren su normal funcionamiento. Una sesión plenaria memorable del Concejo, dentro de este periodo, fue la del 30 de mayo de 1773. Por primera y última vez desde que se tiene constancia, se reunió ante sus puertas, con los regidores al frente, una gran masa de villarrobletanos en Cabildo General o Concejo Abierto para proclamar, por unanimidad, el patronazgo de la Virgen de la Caridad. Respecto a las circunstancias que tienen que ver exclusivamente con el edificio consta que, según acta de 18 de mayo de 1750, la Casa Consistorial estaba hipotecada desde 1500 y el acreedor, el II marqués de Terán, accedió a la permuta de dichas deudas por unas tierras de labor en el paraje de El Calaverón (600 fanegas de tierra que importaban una suma de 31.605 reales de vellón).

### SigloXIX

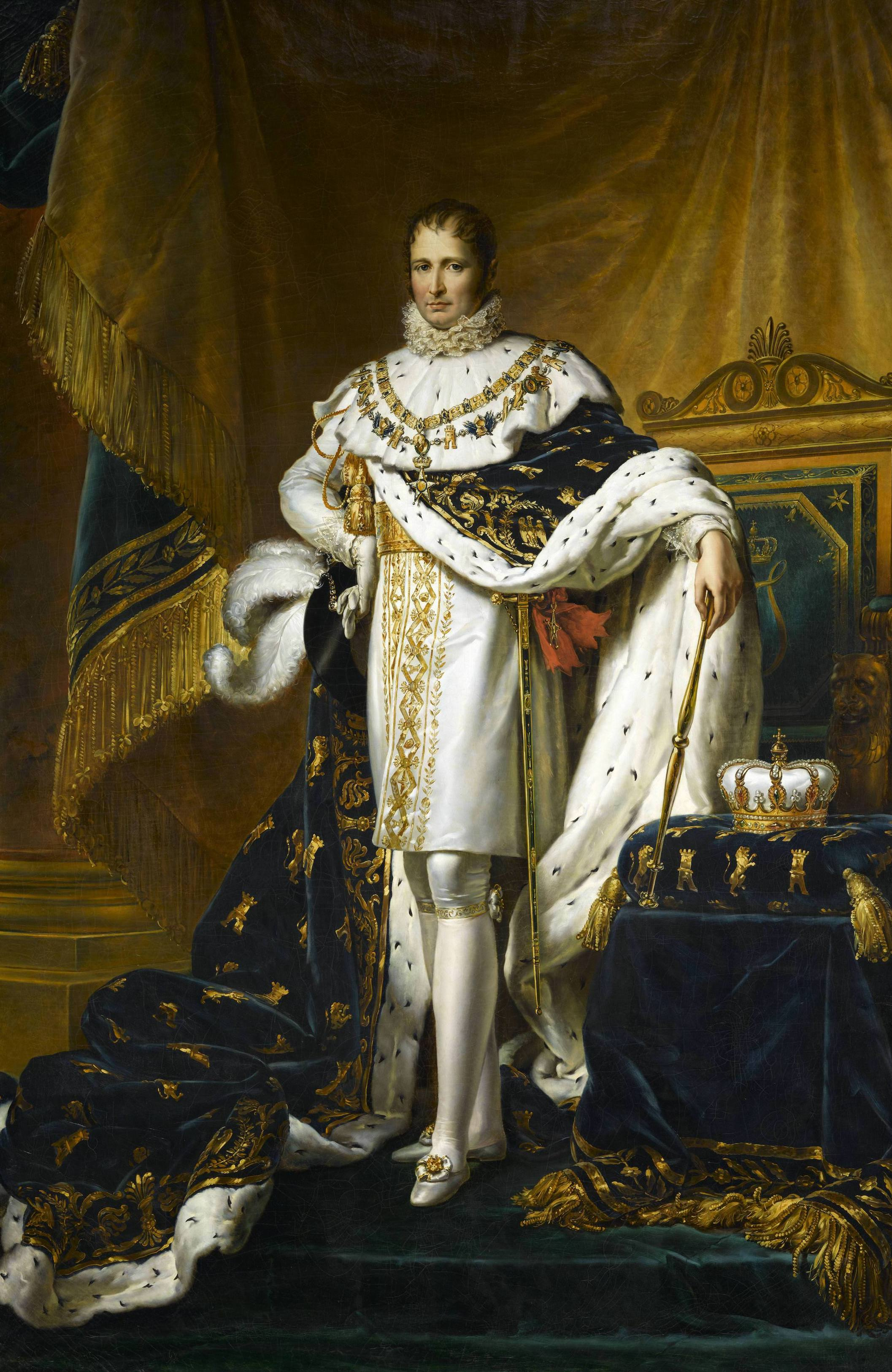
José I de España.

Es en el siglo XIX cuando el ayuntamiento (y Villarrobledo con él) vuelve a ser testigo de hechos de cierta relevancia que trascendieron sus fronteras. Entre los años 1808 y 1814 se produce la Guerra de la Independencia Española que vivió en la villa algunos de sus episodios: el 27 de octubre de 1808, como consta en la placa conmemorativa situada sobre la puerta lateral derecha de la fachada principal, el pleno del Ayuntamiento proclama su lealtad a Fernando VII.

EL 27 DE OCTUBRE DE 1808, VILLARROBLEDO,
LEAL A FERNANDO APRISIONADO,
POR SU REY HA PROCLAMADO CON APLAUSO GENERAL
Proclamación de lealtad a Fernando VII (1808)

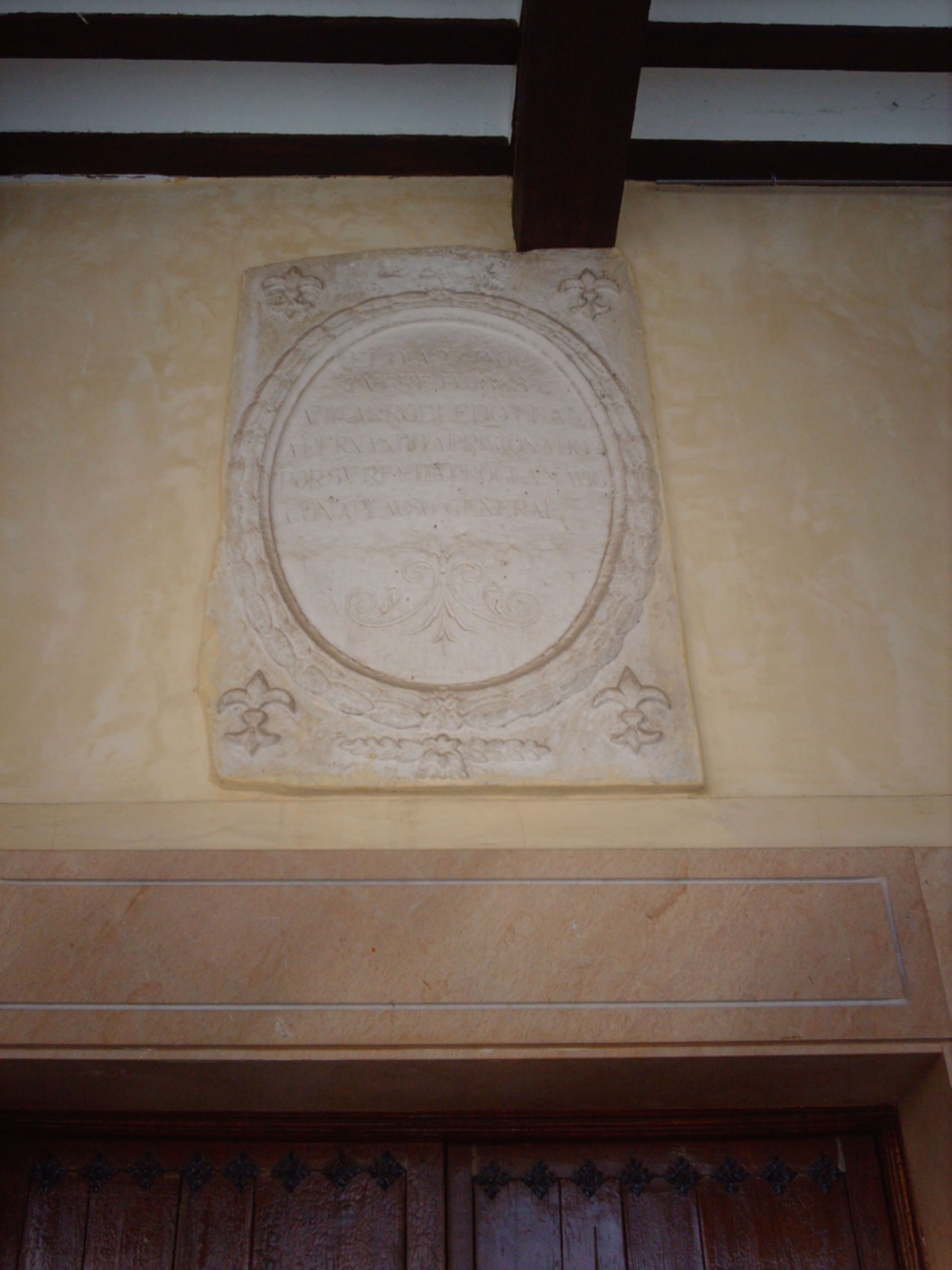
Puerta lateral derecha: Placa conmemorativa de la declaración de lealtad a Fernando VII (1808)

En 1810 (5 de septiembre y 8 de diciembre) las tropas francesas toman Villarrobledo, efectuando saqueos y desórdenes. Previamente (en mayo de ese mismo año) se habían incautado de 12 arrobas de plata de la Iglesia de San Blas.
En 1812 (16 y 17 de marzo) se produce una acción bélica, dentro de la villa, entre tropas francesas y las tropas del Comandante del Escuadrón Franco de húsares de Valdepeñas Francisco Abad "El Chaleco", con el resultado de varias bajas del lado francés, abundantes prisioneros y gran incautación de material bélico y víveres. Ese mismo año (del 17 al 20 de agosto) en la huida de toda su Corte hacia Valencia, la ciudad recibe a uno de sus visitantes más ilustres: José I Bonaparte, si bien es alojado en dependencias eclesiásticas. En la ciudad es donde se concentraron el Convoy real y las tropas francesas que venían desde Madrid por caminos separados. La intención del Rey, desde su Cuartel General en Villarrobledo, era recomponer sus ejércitos:

... Aos 18 d'Agosto, El-Rey tinha ainda o seu Quartel-general em Villa Robledo. A intençao de SM era unir os corpos do exercito do centro, segundo as circumstancias, ou com o exercito do sul, ou com о exercito d'Aragao, e pelejar contra os Inglezes com vantagem...
DA COSTA, H. J. Correio Braziliense ou Armazem Literario (1812)

El propio José Bonaparte, en sus memorias, rememora su estancia en la Villa. Aunque pernoctaba en la cercana Casa del Curato o de Blas Domínguez (hoy desaparecida y edificado en su solar un espantoso bloque de viviendas), los asuntos reales se debieron despachar desde un Ayuntamiento villarrobletano convertido en Corte por tres días.
En su partida, el Ejército y el Convoy Real, hicieron gran acopio de víveres, esquilmando nuevamente una ciudad que desde 1809, por la fuerza o de buen grado, estuvo manteniendo a ambos contendientes.
En 1836 se produce la batalla de Villarrobledo. A pesar de que los oficiales y parte de las tropas estaban alojados intramuros, lo hicieron en casas particulares. El desarrollo de la Batalla se produjo en las afueras de la ciudad y no consta que se produjeran daños en el edificio. Sin embargo, sobre la puerta lateral izquierda de la fachada principal se hizo labrar un escudo conmemorativo, que fue picado en tiempos de la Primera República, con el siguiente lema:

RIÑOSE EN LOS CAMPOS DE SAN CRISTOBAL DE ESTA VILLA LA BATALLA QUE LAS TROPAS DEL GENERAL DON ISIDRO ALAIX Y LA CABALLERÍA DEL CORONEL DIEGO DE LEÓN GANARON A LAS FACCIONES CARLISTAS DE GÓMEZ Y CABREARA EL DÍA 20 DE SEPTIEMBRE DE 1836
Conmemoración de la Batalla de Villarrobledo (1836)

En 1857 se produce una de las reformas más importantes de las que se tiene noticia para los Juzgados de Paz y otra habitación que sirva para mejor colocar el archivo de este Ayuntamiento. De ello se ha podido deducir que toda la planta baja aún estaba destinada a ser pósito y que fue entonces cuando se cegó el claustro con el fin de poder alojar el Juzgado (hasta su posterior traslado a la calle del Doctor Cabrera) y el Archivo Municipal.
En 1861 se acomete otra obra para acotar dependencias para Juntas Periciales, resultando de ello el cegado del arco inferior situado más a la derecha de la arcada Renacentista. Como se puede ver en muchas fotografías posteriores, esta antiéstetica remodelación persistió hasta bien entrado el siglo XX. En 1881 se produce una reparación a fondo, aunque sin cambiar la estructura y disposición que ya tenía, que afecta, sobre todo, a las cubiertas del edificio. En 1891 se acomete otra reforma ambiciosa de la disposición interna de las dependencias para acondicionar la sala de sesiones, instalar una oficina de telégrafos, una escuela municipal y un domicilio para el maestro.
Este siglo tan azaroso concluye en 1898 de la peor manera posible: durante el transcurso de una Huelga revolucionaria (el 8 y 9 de mayo) sufre el primero de los atentados, de los que existe constancia documental, que ha recibido el edificio. El resultado del ataque fue un incendio que destruyó las Oficinas de Consumo y otras dependencias. El resultado de las obras de reforma y reparación del edificio quedó conmemorada en una inscripción hoy desaparecida.

### SigloXX
El siglo XX no comienza mejor para la casa consistorial de Villarrobledo, pues, el 9 de marzo de 1904, se declara otro incendio -esta vez accidental- que vuelve a afectar nuevamente a sus instalaciones. La primera reforma de importancia de esta centuria se produce a finales de 1924 cuando se procede a la demolición de la vivienda y el arco adosado al Ayuntamiento, conocido como Arco de Zapata.

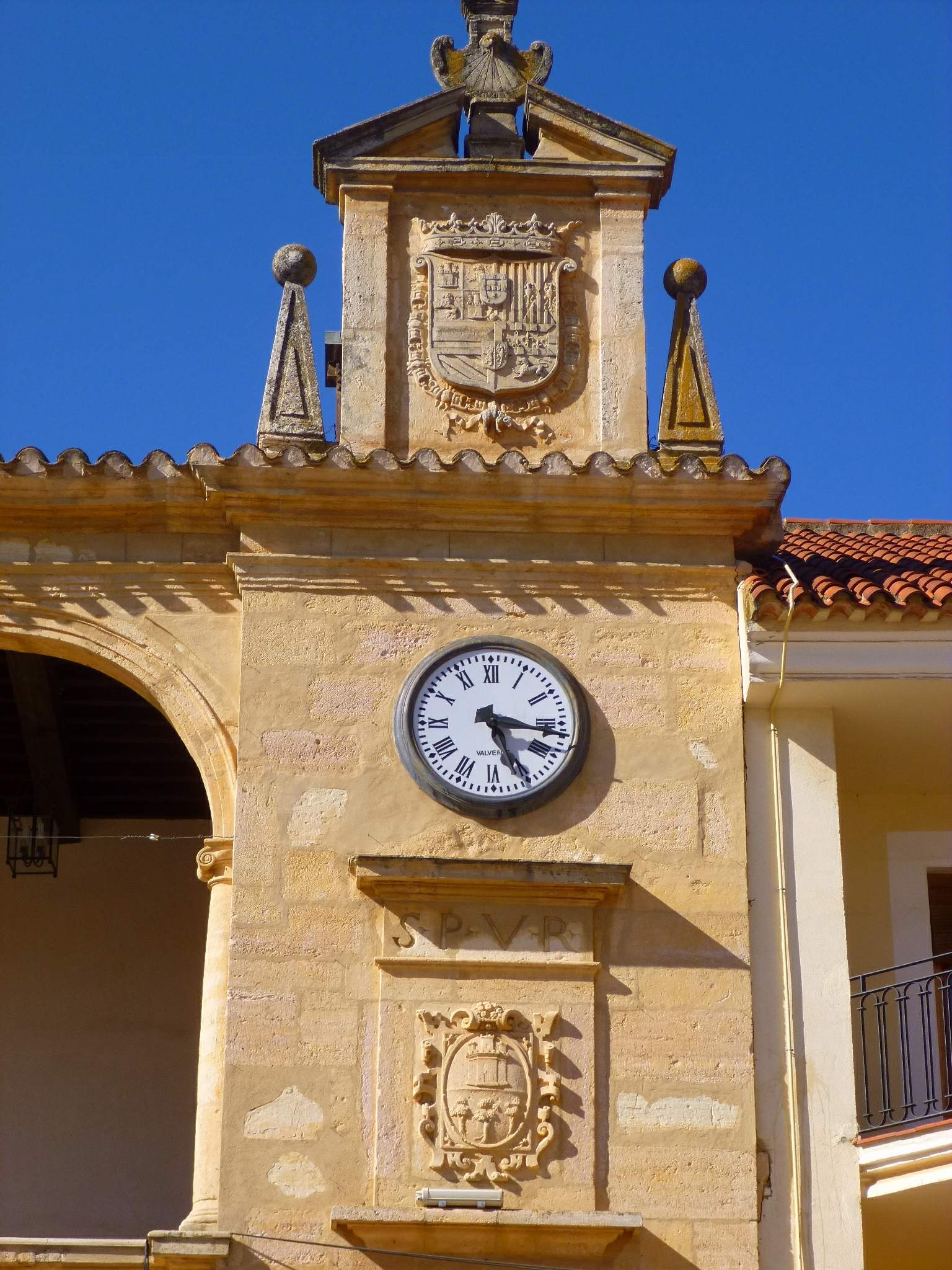
Escudos y relojes
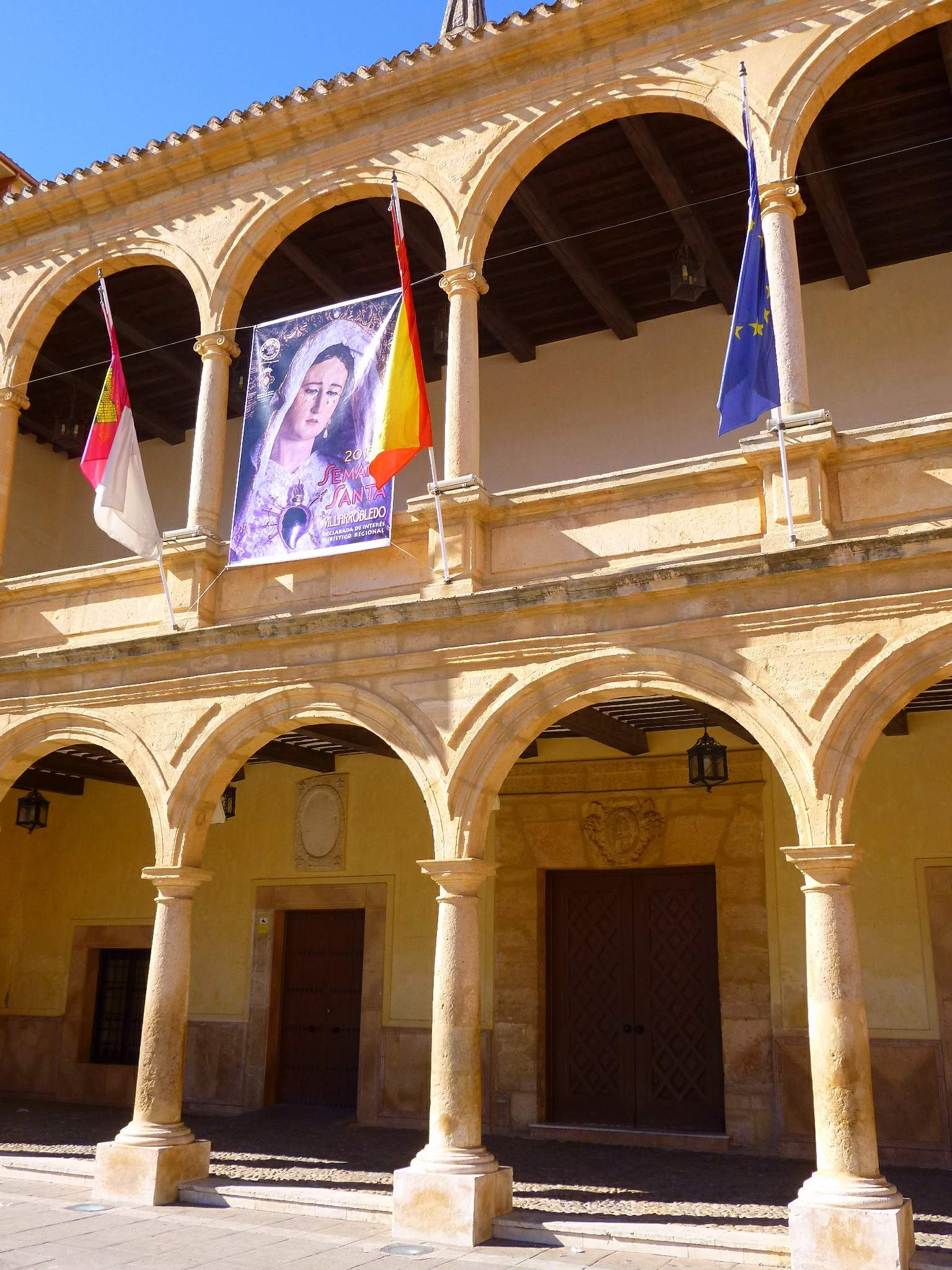
Arcada renacentista (1599)
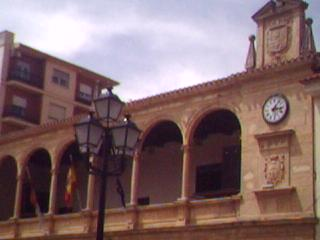
Detalle de la arcada superior y el reloj
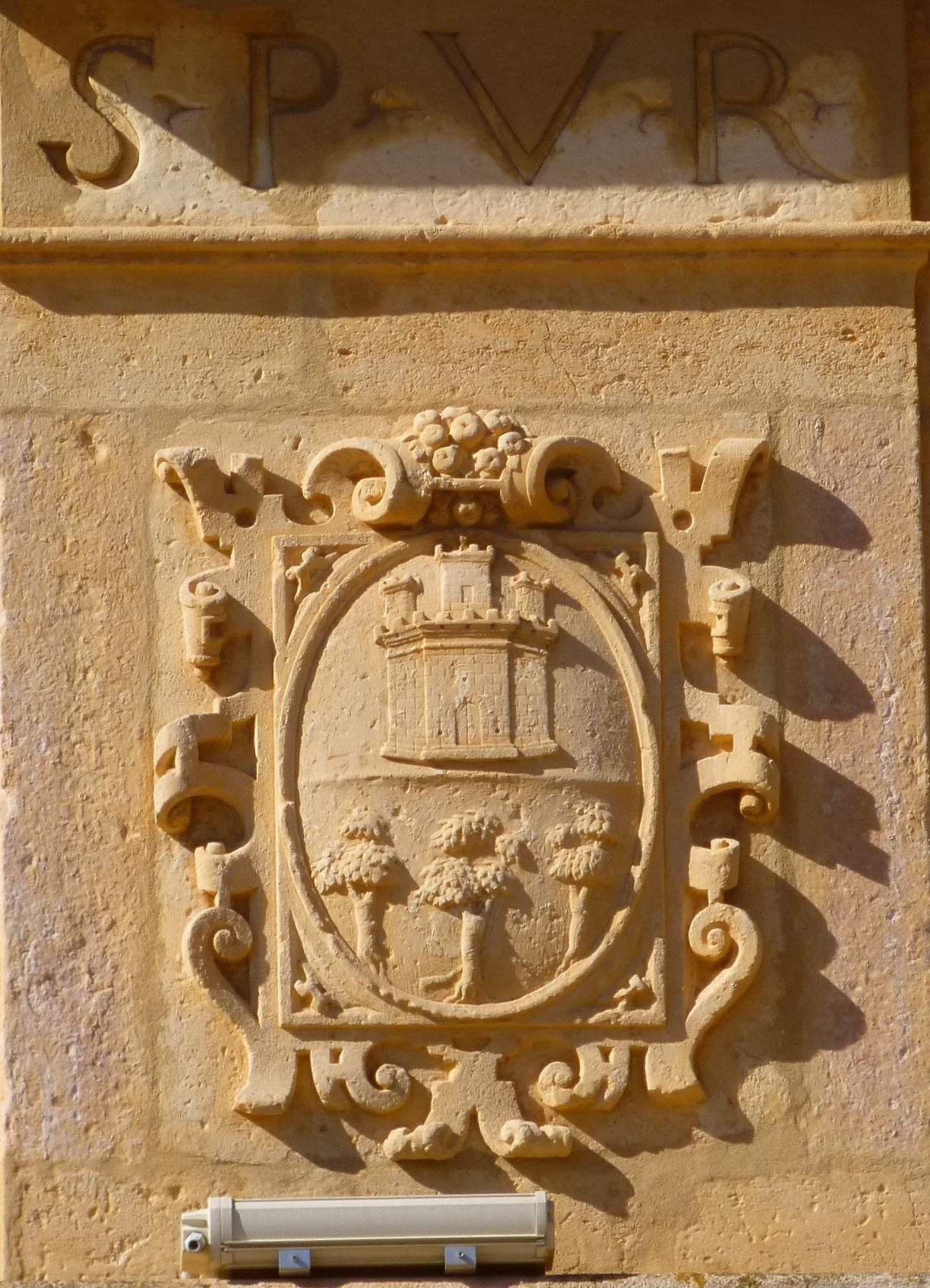
Escudo municipal bajo el reloj, inscripción S.P.V.R.
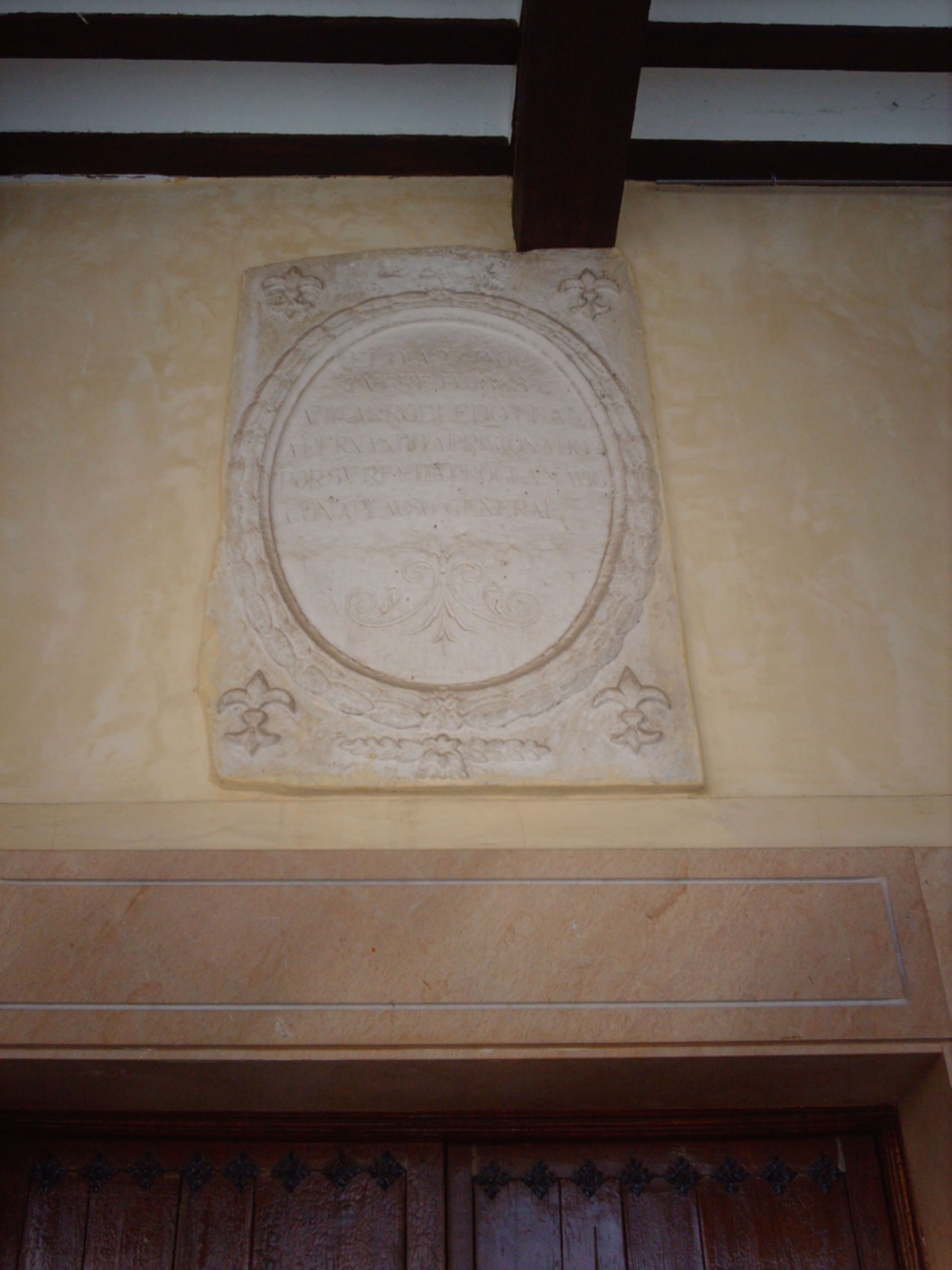
Inscripción sobre la puerta lateral derecha
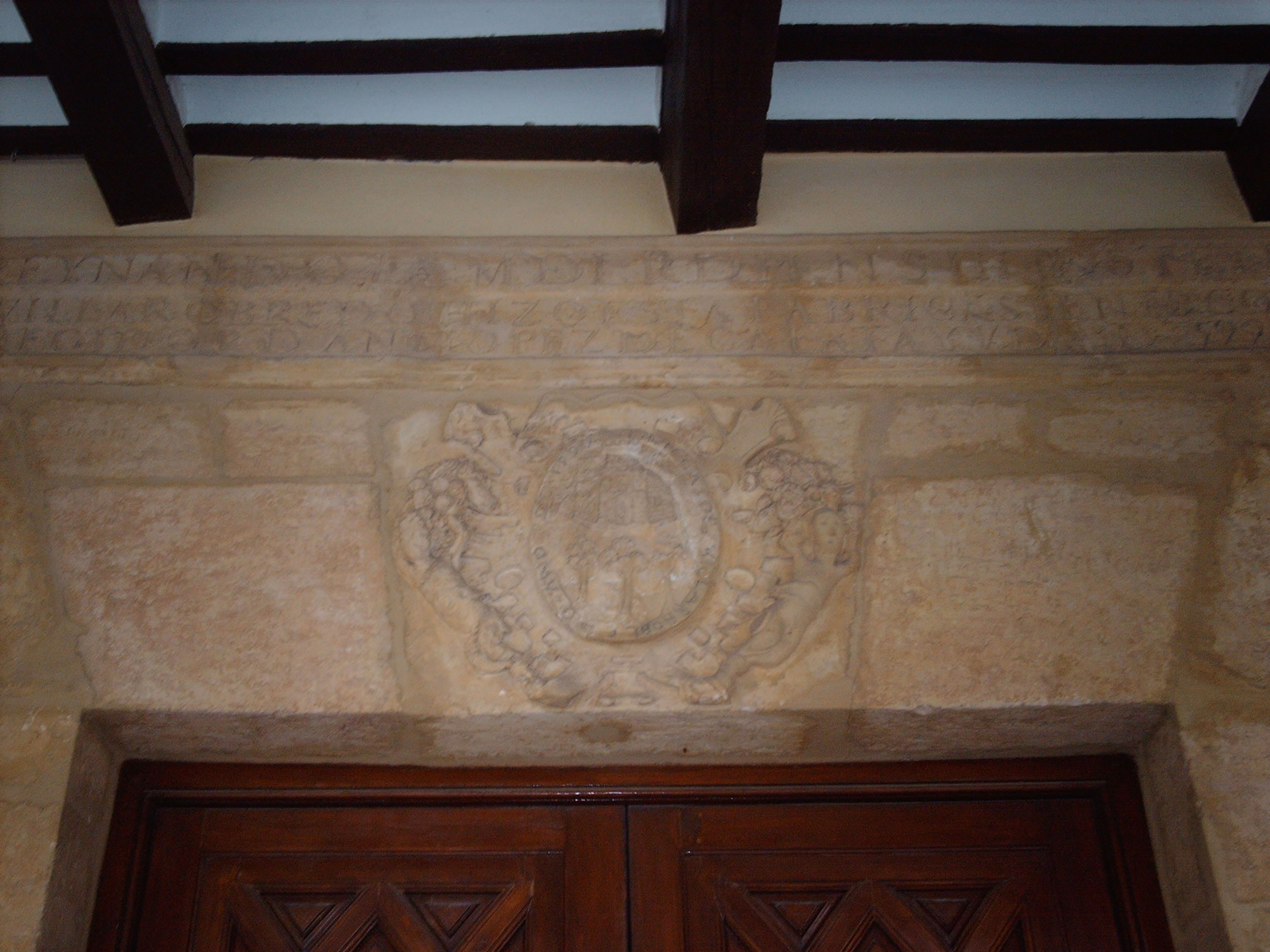
Escudo e inscripción sobre la puerta principal